# Bedřich Nikodém
Bedřich Nikodém, auch Friedrich Nikodem bzw. Fritz Nikodem (* 12. August 1909 in Wien; † 19. Juli 1970 in Prag) war ein tschechischer Komponist, Texter, Musiker und Tischtennisspieler. Er trat in den 1930er Jahren auch unter dem Pseudonym Niki Němec in Erscheinung. 

## Leben
Nikodém wurde in Wien als Sohn eines Ingenieurs geboren. 1921 übersiedelte die Familie nach Brünn in die Tschechoslowakei. Entsprechend dem väterlichen Wunsch setzte Friedrich Nikodem die Familientradition fort und absolvierte in Prag ein Ingenieursstudium. Sein hauptsächliches Interesse galt jedoch dem Sport und der Musik.
Zum Ende der 1920er Jahre war Fritz Nikodem einer der besten Tischtennisspieler des Landes und gehörte von 1929 bis 1933 der Männerauswahl der ČSR an.
Anschließend widmete sich Nikodém gänzlich der Musik. Während der Weltwirtschaftskrise verdiente er sich seinen Lebensunterhalt als Barpianist. Unter dem Pseudonym Niki Němec war er zusammen mit verschiedenen Dixielandtanzorchestern an Schallplattenaufnahmen beteiligt. In dieser Zeit entstanden auch seine ersten eigenen Lieder, die in der Trampszene Popularität erlangten. 1935 begann seine Zusammenarbeit mit dem Musikverlag Mojmír Urbánek, die auch mit den Nachfolgeunternehmen Orbis, Státní hudební vydavatelství und Supraphon zeitlebens fortbestand.
Seit den 1940er Jahren widmete sich Nikodém vornehmlich dem Swing, einige seiner in den 1950er Jahren entstandenen Lieder wurden zu Evergreens. In den 1960er Jahren verlagerte sich Nikodéms kompositorisches Schaffen hin zum Rock ’n’ Roll. Daneben wirkte er in dieser Zeit als Texter und Redakteur und förderte Karel Svoboda und die Brüder Jiří und Ladislav Štaidl. Nikodém erlag 1970 einem Herzinfarkt.
Die Stadt Ostrava ehrte Bedřich Nikodém 1983 mit der Benennung einer 2,3 Kilometer langen Straße im Stadtteil Poruba.

## Kompositionen und Texte (Auswahl)
- als Niki Němec: Musik zum Film Sňatková kancelář, 1932[3]
- Mám malý stan
- Jen kytara a já
- Náš táborák
- Houpy, hou
- Dva modré balónky
- Je po dešti
- Nedělní vláček
- Flašinetář
- Znamínko na ramínku
- Barborka
- Start gemini
- Sedmikráska
- Poustevník

## Tischtennis
Bedřich Nikodém nahm von 1928 bis 1932 an allen fünf Weltmeisterschaften teil. Im Mannschaftswettbewerb gewann er 1930 Bronze, 1931 Silber und 1932 Gold. Zudem erreichte er 1930 im Einzel das Viertelfinale, bei dem er gegen den Ungarn Lajos Dávid ausschied. Im Folgejahr kam er im Mixed mit Marie Šmídová wieder ins Viertelfinale, bei dem das Match gegen das ungarische Paar Sándor Glancz/Magda Gál verloren ging.